# Cyclodorippe
Cyclodorippe is een geslacht van kreeftachtigen uit de klasse van de Malacostraca (hogere kreeftachtigen).

## Soorten
- Cyclodorippe agassizii A. Milne-Edwards, 1880
- Cyclodorippe angulata Tavares, 1991
- Cyclodorippe antennaria A. Milne-Edwards, 1880
- Cyclodorippe bouvieri Rathbun, 1934
- Cyclodorippe longifrons O. Campos & Melo, 1999
- Cyclodorippe manningi Tavares, 1993
- Cyclodorippe ornata Chace, 1940
- Cyclodorippe uncifera